# Ten Thousand Fists (песня)
«Ten Thousand Fists» — песня и сингл американской рок-группы Disturbed. Была выпущена в 2006 году как пятый сингл с их третьего студийного альбома Ten Thousand Fists.

## Темы
Согласно вокалисту Дэвиду Дрейману, песня «показывает силу, единство, уверенность, мощь, и взволнованность, которую Вы чувствуете, когда приходите на один из наших концертов». «Это — один из моих любимых моментов, когда люди понимают, что я чувствую близость к ним, когда прошу их поднять свои кулаки в воздух, и это такое радостное ощущение, когда ты видишь десять тысяч кулаков или больше.»

## Позиция в чартах
| Год  | Чарт                             | Позиция |
| ---- | -------------------------------- | ------- |
| 2007 | США (Hot Mainstream Rock Tracks) | 7       |
| 2007 | США (Hot Modern Rock Tracks)     | 37      |